# Oldonyo-Sambu
Oldonyo-Sambu è una circoscrizione rurale (rural ward) della Tanzania situata nel distretto di Ngorongoro, regione di Arusha. Conta una popolazione di 5 233 abitanti (censimento 2012).